# Carl Naibo
Carl Ludovic Naibo (Villeneuve-sur-Lot, 17 augustus 1982) is een voormalig Frans wielrenner.
Hij werd in 2005 prof bij de kleine Franse ploeg Bretagne-Jean Floc'h en maakte in 2006 de overstap naar Ag2r. Voor dit team reed Naibo in 2006 en 2007 de Ronde van Italië, waarbij hij in 2006 als laatste eindigde in het eindklassement. In 2009 keerde Naibo terug naar het amateurcircuit, waarin hij vooral kleine Franse koersen op zijn naam schreef. Eind 2011 werd hij betrapt op het gebruik van epo en voor twee jaar geschorst. Hij beëindigde direct zijn carrière.

## Belangrijkste overwinningen
2004
- 1e etappe Criterium des Espoirs
- 2e etappe Criterium des Espoirs
- Eindklassement Criterium des Espoirs

2005
- 3e etappe Ronde van de Ain
- Eindklassement Ronde van de Ain
- 9e etappe Ronde van de Toekomst

2010
- Tour du Tarn-et-Garonne

## Resultaten in voornaamste wedstrijden
| Jaar | Ronde van Italië | Ronde van Frankrijk | Ronde van Spanje |
| ---- | ---------------- | ------------------- | ---------------- |
| 2006 | 150e (laatste)   |                     |                  |
| 2007 | 53e              |                     |                  |

| Jaar | Clásica San Sebastián |
| ---- | --------------------- |
| 2006 |                       |
| 2007 | 49e                   |